# Abbrand (Metallurgie)

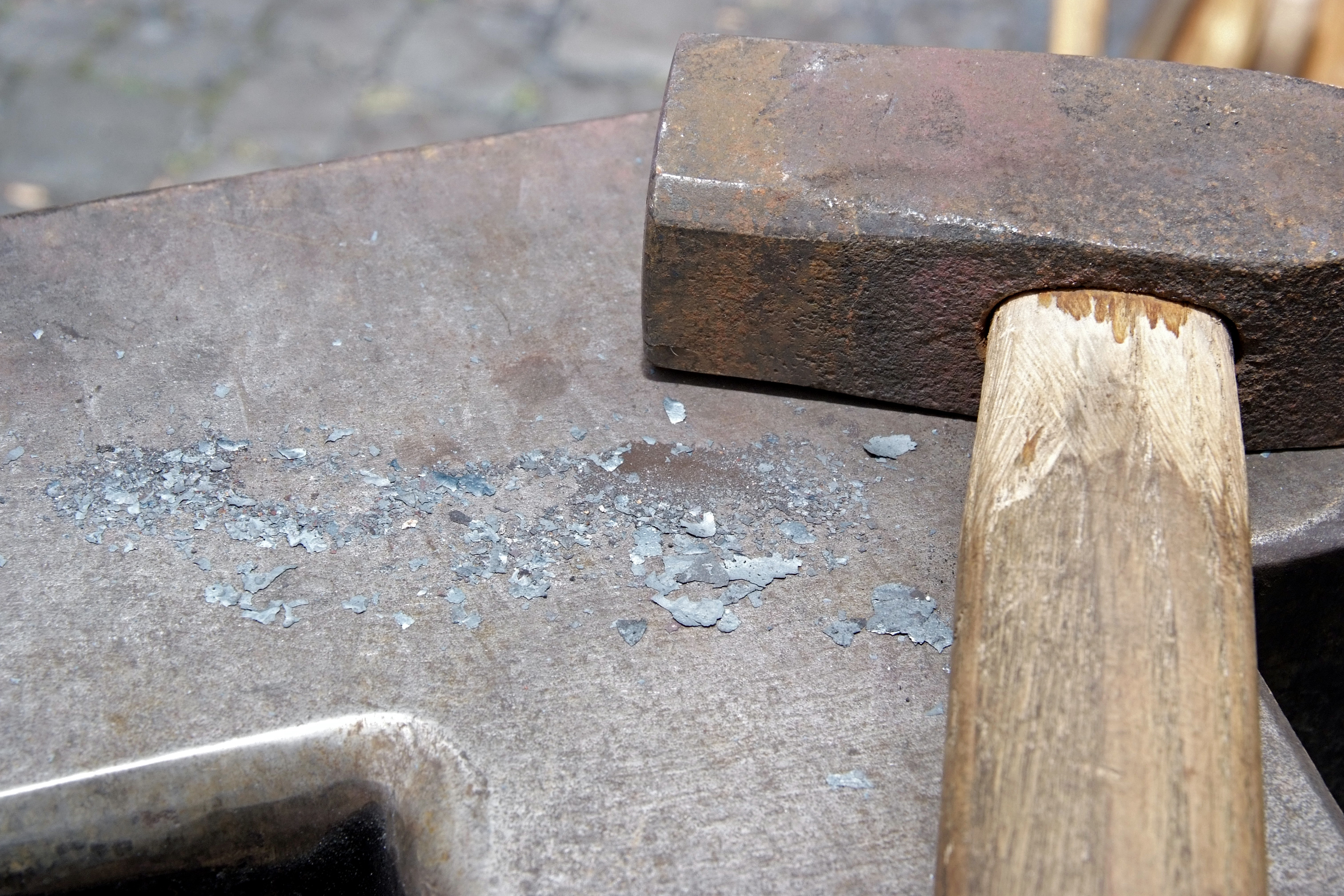
Hammerschlag auf einem Amboss

Als Abbrand bezeichnet man in der Metallurgie den Verlust an Metall, der sich durch Verbrennen, Vergasen, Verspritzen, Verschlacken oder Verzundern ergibt.

## Metallverarbeitung
Bei der Metallverarbeitung entsteht Materialverlust auf Metalloberflächen durch Oxidation des Metalls unter Einwirken von Sauerstoff und anderen oxidierenden Gasen bei hohen Temperaturen, wie beispielsweise beim Gasschweißen. Dazu gehören etwa die kleinen Eisenoxidplättchen (Fe3O4, Hammerschlag oder Zunder), die beim Schmieden von Eisen vom Werkstück abspringen. Die Bezeichnung Zunder und Verzundern in der Metallurgie verweist auf die Ähnlichkeit dieses Abbrennvorganges mit dem Verglimmen von Zündmaterial zum Feuermachen (Zunder). 
Da auch die Erschmelzung von Metalllegierungen bei hohen Temperaturen erfolgt, gibt es einen Verlust beim Zulegieren der Einzelelemente durch Abbrand, indem chemische Reaktionen die Bildung von Schlacke im Schmelzbad bewirken. Der Umfang dieses Abbrandes muss bei der Gattierung der Legierungselemente berücksichtigen, um die gewünschte chemische Zusammensetzung des erschmolzenen Metalls zu erhalten, die dann wiederum die Eigenschaften des Produktes (z. B. Gussblock, Gussstück) mitbestimmt.
Bei Metallen die hohen Temperaturen ausgesetzt sind, wird häufig die Temperatur angegeben, bis zu welcher das Material zunderbeständig ist. Bei Stählen liegt diese Temperatur häufig zwischen 750° und 1250 °C.

## Erzbearbeitung
- Rückstand beim Rösten schwefelhaltiger Erze.

## Elektrotechnik
- Abtragen von Kontaktmaterial durch Funkenbildung (Grobabbrand) oder Mikroverschweißung (Feinabbrand). Dies kann zum Beispiel an Relaiskontakten auftreten.